# Pilgrimstad
Pilgrimstad est une localité de Suède dans la commune de Bräcke située dans le comté de Jämtland.
Sa population était de 385 habitants en 2019.